# Serce lasowiackie

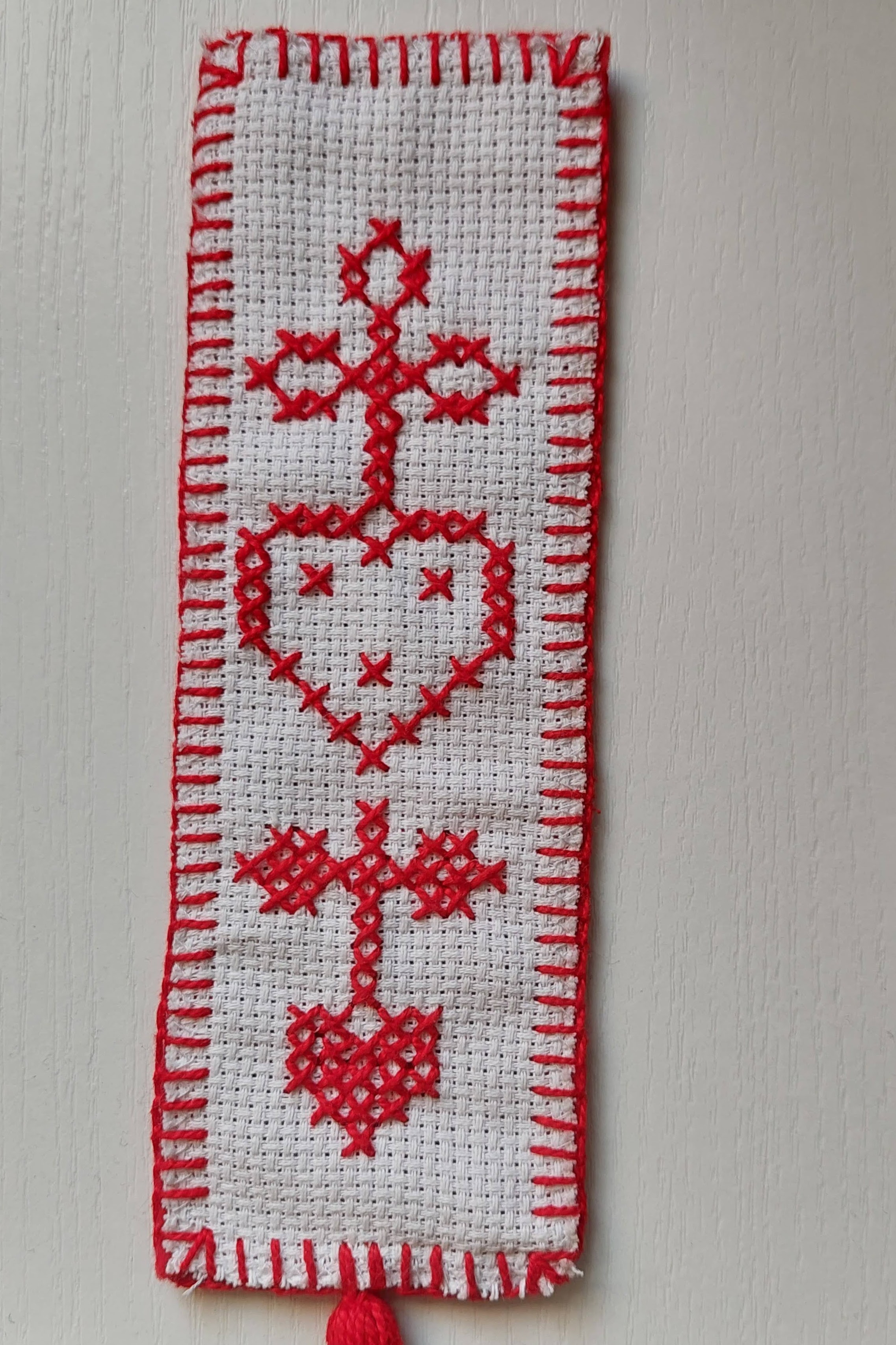
Zakładka wykorzystująca ludowy motyw serca lasowiackiego

Serce lasowiackie – jeden z głównych motywów kultury lasowiackiej, uznawany za jeden z jej znaków rozpoznawczych.

## Legenda
Według legendy o sercu lasowiackim niegdyś we wsi Dąbrowica żył kowal Rylski, w którego najstarszej i najpiękniejszej córce o imieniu Marysia zakochał się flisak Antek. Chcąc wzbogacić się przed ożenkiem flisak wybrał się na flis. Zaniepokojona rozstaniem z ukochanym Marysia poprosiła swojego ojca, aby ten wykuł serce lasowiackie, które mogłaby podarować ukochanemu na czas rozłąki. Przy pożegnaniu dziewczyna zawiesiła ukochanemu na szyi wykute przez Rylskiego serce. W trakcie spływu młody flisak się utopił. Jego ciało zostało wyłowione pod Toruniem, gdzie flisak został pochowany; serce na jego szyi pozwoliło na identyfikację mężczyzny oraz przekazanie tragicznej wiadomości (oraz wykutego serca) Marysi, która już nigdy nie wyszła za mąż. Serce lasowiackie zostało wmurowane w kapliczkę i stało się symbolem dozgonnej miłości.

## Użycie
Serce lasowiackie jest jednym z tradycyjnych motywów zdobnictwa lasowiackiego. Wycinanymi z tektury i formowanymi z bibuły sercami ozdabiano lasowiackie domy. Serce stanowi jeden z tradycyjnych motywów ludowych wycinanek oraz malowanek. Stanowi również charakterystyczny motyw haftu lasowiackiego (obecnego m.in. na stroju lasowiackim, szczególnie w subregionie mokrzyszowsko-grębowskim) i jest jednym z jego znaków rozpoznawczych. Za szerszą popularyzację motywu serca lasowiackiego odpowiadają Maria Kozłowa oraz Anna Rzeszut.

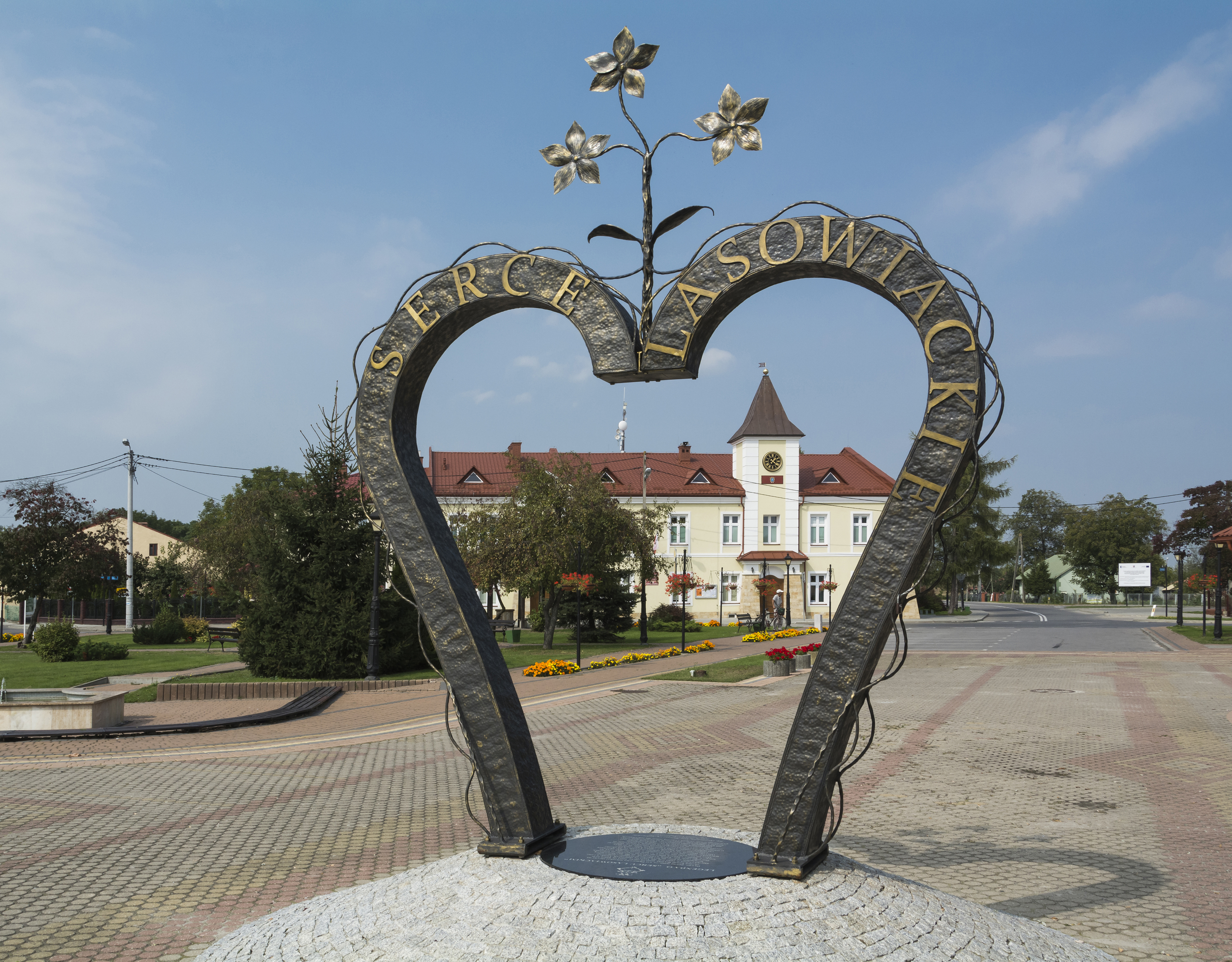
Rzeźba Serce Lasowiackie znajdująca się na rynku w Baranowie Sandomierskim

Do motywu serca lasowiackiego nawiązuje wiele instytucji z regionu zamieszkiwanego przez ludność lasowiacką; motyw znalazł się na przykład w logo Festiwalu Kultury Lasowiackiej, nazwach fundacji, restauracji, na gadżetach turystycznych itp. 

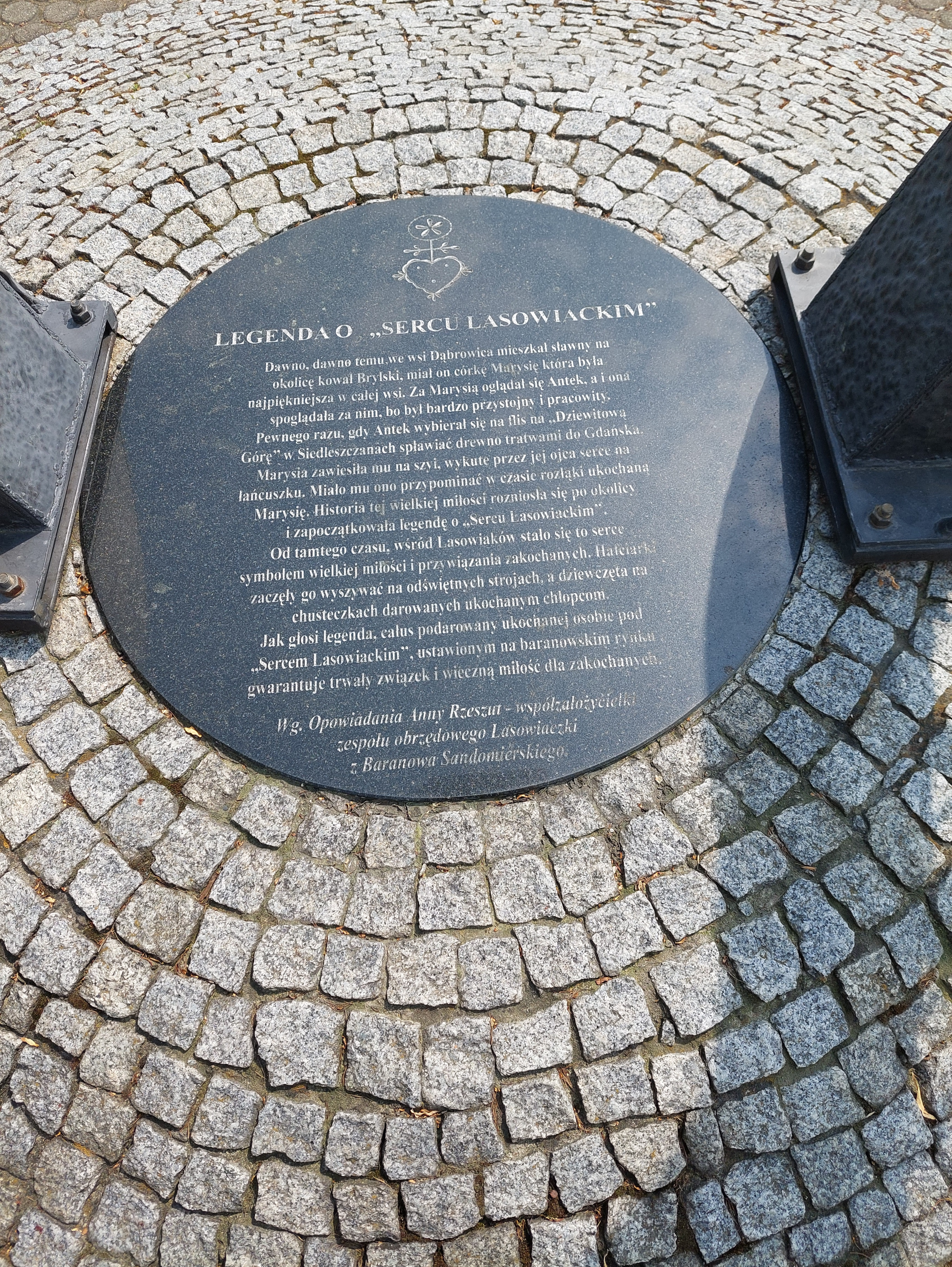
Inskrypcja zawierająca treść legendy o sercu lasowiackim według wersji opowiadanej przez Annę Rzeszut

Na podstawie opowiadanej przez Barbarę Sroczyńską bajki ludowej baśń pt. Serce Lasowiackie stworzyła Joanna Papuzińska. Na rynku w Baranowie Sandomierskim umieszczono rzeźbę Serce Lasowiackie, na której umieszczono tablicę z inskrypcją zawierającą treść legendy o sercu lasowiackim według Anny Rzeszut.